# Wólka Łętowska
Wólka Łętowska – wieś w Polsce położona w województwie podkarpackim, w powiecie leżajskim, w gminie Nowa Sarzyna}.
W latach 1975–1998 miejscowość administracyjnie należała do województwa rzeszowskiego.
Przez wieś przebiega droga ekspresowa S19 z węzłem Nowa Sarzyna na drodze powiatowej 1084R.